# Voce (musica)
Nella teoria musicale, una voce o parte designa una delle linee melodiche che costituiscono una composizione.
Essa è dunque un disegno melodico che può essere interpretato da uno o più musicisti in simultaneità con almeno un'altra linea melodica, e cioè un'altra voce. Le relazioni tra queste sono regolate e studiate dall'armonia e dalla polifonia.

## Voce e parte
Se, in numerosi casi, le parole "voce" e "parte" possono essere considerate sinonimi, tuttavia vi sono alcune circostanze in cui una parte è suscettibile di contenere più voci.

### Voce e sezioni strumentali
Quando una parte è destinata ad un insieme di musicisti — una "sezione" strumentale —, e quando questo insieme è suddiviso in un certo numero di sottosezioni, si è necessariamente in presenza di più voci.
Ad esempio, se la sezione degli oboi di un'orchestra è divisa in due, la parte dell'oboe contiene due voci: quella dei primi oboi e quella dei secondi.

### Voce e solisti
In una parte strumentale per solista, se lo strumento di destinazione è uno strumento melodico — cioè, che può suonare una sola nota per volta: un flauto, una tromba, un clarinetto, ecc. —, il concetto di voce si confonde con quello di parte. Se, al contrario, si tratta di uno strumento armonico — un pianoforte, un'arpa, un organo, ecc. — la relativa parte può comprendere più voci.

## Denominazione delle diverse voci
Nell'edificio polifonico, le diverse voci sono numerate dall'acuto al grave.
Ad esempio, in un coro a tre voci, la prima voce sarà la voce più acuta, la seconda quella centrale, e la terza quella più grave.
- Si distinguono le voci estreme e le voci intermedie. Le voci estreme sono quella superiore e quella inferiore, abitualmente denominata "basso". Per quel che riguarda le voci intermedie, non ve n'è evidentemente alcuna allorché l'organico di destinazione è formato da due voci, ve n'è una sola quando quest'organico è costituito da tre voci, e più d'una, nel caso che siano previste quattro voci o più.

Ad esempio, un quartetto vocale misto è scritto per quattro voci, due voci estreme e due voci intermedie. Le due voci estreme sono, da una parte la voce superiore o prima voce — il soprano — dall'altra la voce inferiore o quarta voce — il basso. Le due voci intermedie sono la seconda voce — il contralto — e la terza voce — il tenore.
- La nota superiore d'un accordo, essendo quella più facilmente percepita, il canto — vale a dire la melodia principale — è molto spesso affidata alla voce superiore: il primo violino in un quartetto d'archi, il primo tenore in un quartetto di voci maschili, ecc. La cosa tuttavia non avviene sistematicamente: il canto può essere affidato a una voce intermedia, e le altre voci — superiori o inferiori — assolveranno in questo caso la funzione di accompagnamento al canto stesso.